# Reboot (mass media)

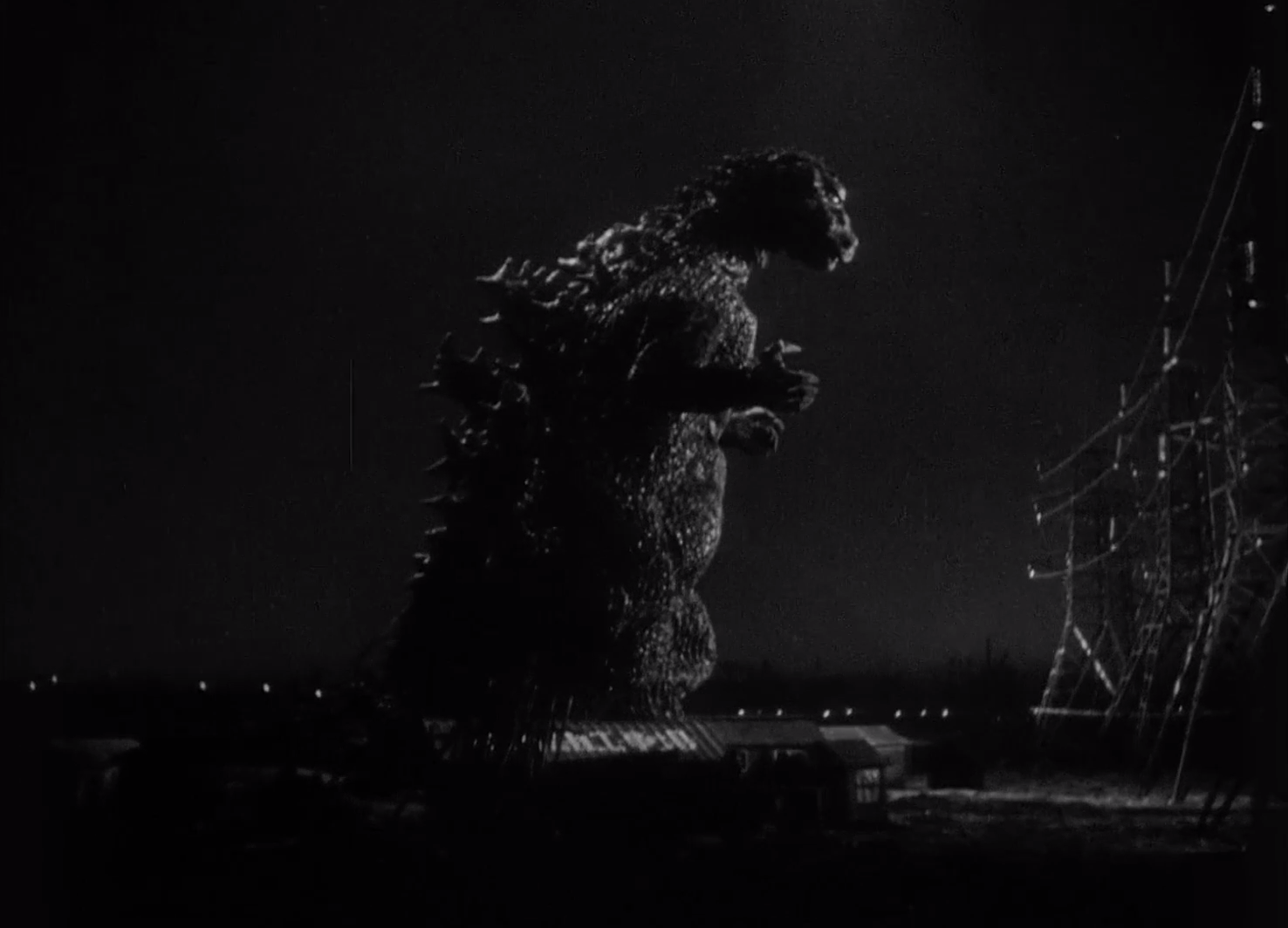
La serie di Godzilla, iniziata nel 1954, ha ricevuto numerosi reboot

Nei media seriali, un reboot, in italiano anche rilancio o riavvio, è un'opera che rappresenta un nuovo inizio per un universo immaginario, opera, o serie. Un reboot scarta la narrazione preesistente e ne ricrea i personaggi, le trame e il contesto della storia.
Un'altra definizione di reboot si traduce in un remake che fa parte di una serie di film consolidata o di un altro franchise mediatico. Il termine è stato criticato per essere vago, "confuso", una buzzword (ossia una parola o una frase, nuova o già esistente, che diventa popolare per un periodo di tempo) e un neologismo per remake, un concetto che ha perso popolarità a partire dagli anni 2010. William Proctor propone che ci sia una distinzione tra reboot, remake e retcon.

## Origine
Si pensa che il termine derivi dal termine informatico reboot, che significa riavviare un sistema informatico. C'è un cambiamento di significato: il termine informatico si riferisce al riavvio dello stesso programma senza modifiche, mentre il termine qui discusso si riferisce alla revisione di una narrazione dall'inizio. Il primo utilizzo noto del riavvio applicato a un franchise di intrattenimento risale a un post su Usenet del 1994.

## Tipologie
Supponiamo che tu abbia avuto 187 numeri di "L'incredibile Hulk" e decidi di introdurre un nuovo numero 1. Fai finta che quei primi 187 numeri non siano mai esistiti, inizi la storia dall'inizio, la lavagna viene cancellata e nessuno batte ciglio. Uno dei motivi per cui lo fanno è che dopo 10 anni passati a raccontare la stessa storia, diventa stantia e i tempi cambiano. Quindi abbiamo realizzato l'equivalente cinematografico di un riavvio e, così facendo, impostandolo all'inizio, ti allontani immediatamente da tutto ciò che è accaduto prima.— David S. Goyer, su Batman Begins
I reboot eliminano gli elementi non essenziali associati a un franchise prestabilito e lo ricominciano da capo, riducendolo agli elementi fondamentali che hanno reso popolare il materiale originale. Per il pubblico, i reboot consentono un ingresso più semplice per i nuovi arrivati che non hanno familiarità con i titoli precedenti di una serie.

### Fumetti
Nei fumetti, la continuità di un titolo di lunga data può essere cancellata per ricominciare dall'inizio, consentendo agli scrittori di ridefinire i personaggi e aprire nuove opportunità per la storia, consentendo al titolo di attirare nuovi lettori. I fumetti a volte utilizzano una spiegazione nell'universo per un reboot, come unire insieme mondi paralleli e linee temporali o distruggere un universo immaginario e ricrearlo dall'inizio.

### Film
Con i reboot, i registi rinnovano e rinvigoriscono una serie di film per attirare nuovi fan e stimolare le entrate. Un riavvio può rinnovare l'interesse per una serie che è diventata stantia. I reboot fungono da progetto sicuro per uno studio, poiché un reboot con una base di fan consolidata è meno rischioso (in termini di profitto atteso) di un lavoro interamente originale, consentendo allo stesso tempo allo studio di esplorare nuovi dati demografici.

### Televisione
Una serie televisiva può tornare in produzione dopo la cancellazione o una lunga pausa. Mentre un reboot ignora la precedente continuità di un'opera, il termine è stato utilizzato anche come frase "catch all" per classificare serie di sequel o remake generali a causa dell'ascesa di tali produzioni alla fine degli anni 2010.
Un concetto correlato è la riorganizzazione (retooling), che viene utilizzata per modificare sostanzialmente la premessa di una serie mantenendo alcuni dei personaggi principali. Le riorganizzazioni fanno solitamente parte di uno sforzo per prevenire la cancellazione di una produzione ancora in corso.

### Videogiochi
Reboot e remake sono comuni nel settore dei videogiochi. I remake nei videogiochi vengono utilizzati per aggiornare la trama e gli elementi del gioco e per sfruttare la tecnologia e le funzionalità non disponibili al momento delle versioni precedenti.

## Soft reboot
Un soft reboot ("riavvio graduale") è un riavvio che condivide una certa continuità con la serie originale, ma che cambia lo stile, il tono o l'intento. Di solito serve a consentire agli scrittori una maggiore libertà creativa pur mantenendo la stessa impostazione a cui il pubblico si è abituato.